# أرنت بكورينن
أرنت بـِكورينن (Arndt Pekurinen؛ 29 أغسطس، 1905 - سووموسالمي، 5 نوفمبر 1941) داعية سلام ومستنكف ضميري فنلندي.
في عام 1926، رفض بـِكورينن مراراً التجنيد الإلزامي، فـَسـُجن بين عامي 1929 و1931. رفض حتى ارتداء البزة أو حمل السلاح. ولئن كان بـِكورينن شديد التدين إلا أن دوافعه لم تستند على معتقده. وفي حين رآه معاصروه شيوعياً، لم يكن راغباً في السياسة. بسبب قناعته السلمية، في أجواء الثلاثينات المشبعة بالروح الحربية اعتبر مذنباً بالخيانة العظمى، وضيقت حركة لابوا عليه دون هوادة. في عام 1930، أُرسل التماس دولي لصالحه إلى وزير الدفاع الفنلندي يوهو نيوكانن، تحمل تواقيع 60 برلمانياً بريطانياً وشخصيات بارزة مثل ألبرت أينشتاين وهنري باربوس وهربرت جورج ويلز. في 14 أبريل 1931 ، تم تمرير «لكس بـِكورينن» (Lex Pekurinen)، أول قانون خدمة بديلة في فنلندا عن الخدمة العسكرية. لكنه يسري زمن السلم فقط. وتظل الإلزامية الخدمة العسكرية خلال فترة الحرب.
لذلك عند اندلاع حرب الشتاء في عام 1939، وجد بـِكورينن نفسه مرة أخرى في السجن. في بداية حرب الاستمرار في خريف عام 1941، أُرسل إلى الجبهة، مع أوامر للتأكد من ارتداءه الزي العسكرية وحمله واستخدامه للسلاح. في الجبهة ظل رافضاً لارتداء البزة أو لحمل السلاح. في أعقاب أمر أصدره النقيب بنتي فالكونن، أُعدم دون محاكمة. رفض أول جنديان (الرقيب كيفيلا والجندي كينـّونن) تنفيذ الإعدام؛ وحده الثالث العريف أسيكاينن، امتثل لأمر فالكونن المباشر.
بعد الحرب، فـُتـِح تحقيق في موت بـِكورينن ولكنه لم يكتمل أبداً. وبقي طي النسيان لأكثر من خمسين عاماً، حتى نشر كتاب «الشجاعة: حياة وإعدام أرنت بـِكورينن» للكاتب إرنو بآسيلينا في عام 1998 . سمـّت مدينة هلسنكي حديقة باسمه (Arndt Pekurisen puisto) لذكراه.
وفقا لكتاب إرنو بآسيلينا، كان شعار بـِكورينن مستوحاً من جوناثان سويفت: «بما أن البشر لا يـُؤكلون، فذبحهم عديم الفائدة». ("Kun ihmisiä ei syödä, on niitä turha teurastaa")